# Lasiocephalus lingulatus
Lasiocephalus lingulatus là một loài thực vật có hoa trong họ Cúc. Loài này được Schltdl. mô tả khoa học đầu tiên năm 1814.